# Ismaïlia
Ne doit pas être confondu avec Ismaïlia (quartier du Caire).
Pour l’article homonyme, voir Gouvernorat d'Ismaïlia.
| \| Localisation du Canal de Suez dans le Monde \| Port-Saïd Pont du Canal de Suez Pont d'El Ferdan Ismaïlia Lac Timsah Grand Lac Amer Petit Lac Amer Tunnel Ahmed Hamdi Suez |
| Localisation du Canal de Suez dans le Monde |

Ismaïlia (en arabe: الإسماعيلية) est une ville du nord-est de l'Égypte. Elle est la capitale du gouvernorat du même nom, et une des villes les plus récentes du pays. La ville avec sa banlieue affiche une population de 750 000 habitants.

## Géographie
Elle est située sur la rive ouest du canal de Suez, à mi-chemin entre Port-Saïd au nord et Suez au sud. Le canal s'élargit à Ismaïlia pour inclure le lac Timsah, un des lacs Amer reliés au canal.

## Histoire
Ismailïa a été fondée en 1863 lors de la construction du canal par le khédive Ismaïl Pacha, qui a donné son prénom à la ville, pour être le quartier-général de l'administration du projet.
On y voit encore aujourd'hui un grand nombre de constructions coloniales datant de l'époque où Anglais et Français géraient le canal. La plupart de ces constructions sont maintenant habitées par les employés égyptiens travaillant pour le canal.
Avant le percement du canal, Ismaïlia n'était qu'un simple village de pêcheurs au bord du lac Timsah.

## Climat
| Mois                              | jan. | fév. | mars | avril | mai  | juin | jui. | août | sep. | oct. | nov. | déc. | année |
| --------------------------------- | ---- | ---- | ---- | ----- | ---- | ---- | ---- | ---- | ---- | ---- | ---- | ---- | ----- |
| Température minimale moyenne (°C) | 7,6  | 8,3  | 10,3 | 14,1  | 16,4 | 19,5 | 21,3 | 21,5 | 19,7 | 16,6 | 12,7 | 8,9  | 14,7  |
| Température maximale moyenne (°C) | 19,2 | 20,9 | 23,3 | 28,6  | 31,8 | 34,8 | 35,7 | 35,3 | 33,1 | 30   | 25,4 | 20,9 | 28,2  |
| Précipitations (mm)               | 7    | 6    | 7    | 2     | 2    | 0    | 0    | 0    | 0    | 2    | 6    | 5    | 35    |

## Économie

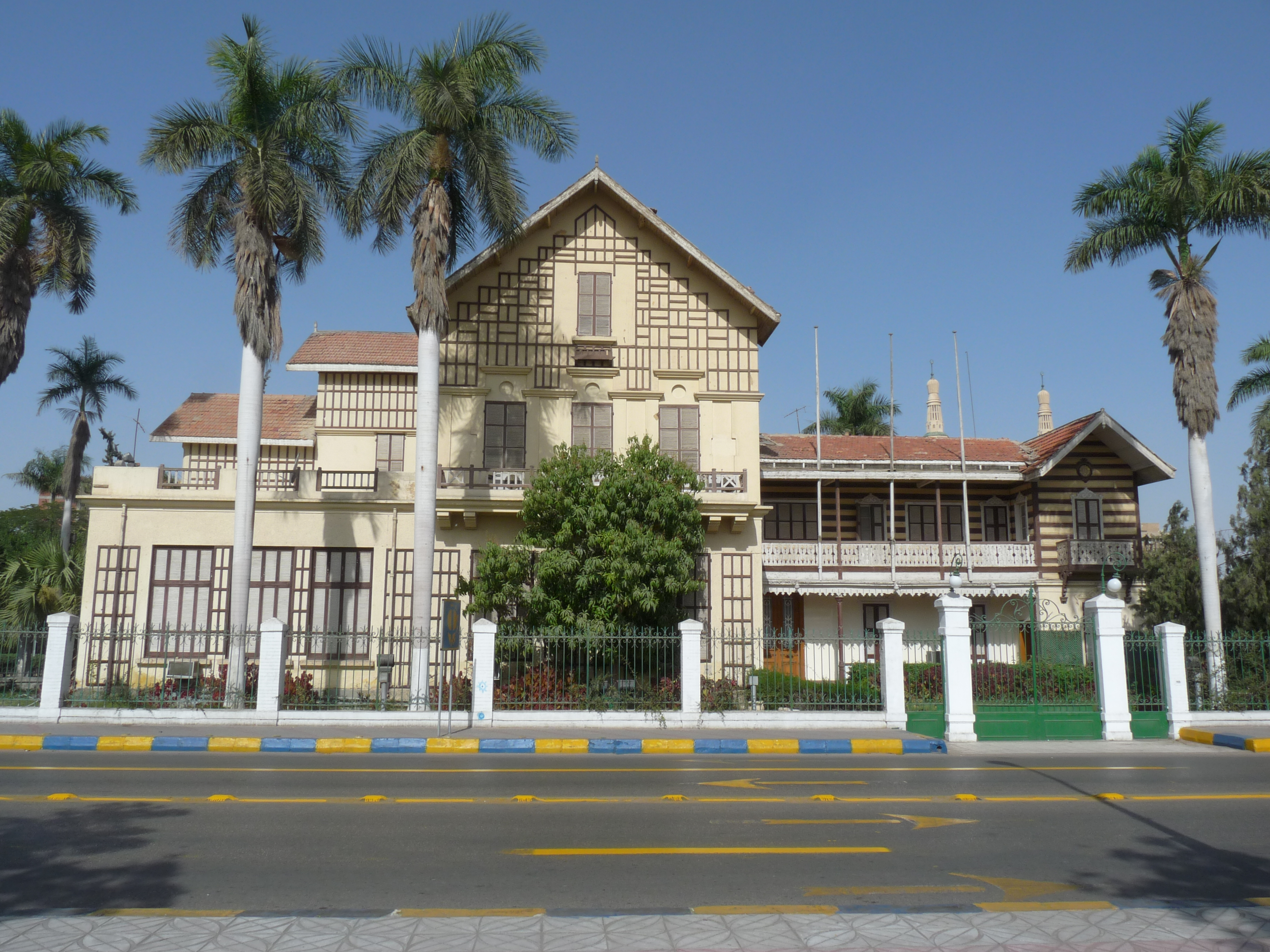
Demeure et bureaux de Ferdinand de Lesseps à Ismaïlia, près du canal de Suez.

Située à 90 minutes de voiture du Caire et à quatre heures de Charm el-Cheikh dans le Sud du Sinaï, Ismaïlia est une ville touristique pour les Égyptiens mais elle est assez peu visitée par les touristes étrangers. Environ quatre heures de route sont nécessaires pour se rendre à la frontière israélienne à Taba et la frontière palestinienne de la bande de Gaza à Rafah.
Ismaïlia est le centre administratif du canal de Suez et le siège de la Suez Canal Authority.

## Éducation
Ismaïlia est le siège de l'université du canal de Suez fondée en 1976 pour desservir les populations du canal et du Sinaï. Elle est en développement rapide et plusieurs de ses étudiants font des stages à l’étranger.

## Tourisme et curiosités

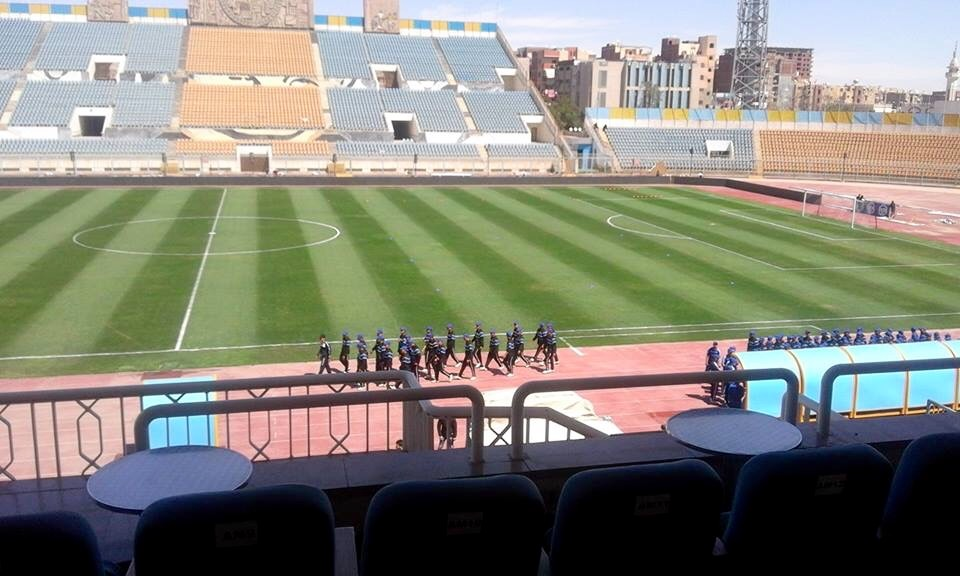
Stade d'Ismaïlia

Ismaïlia possède un musée régional qui abrite une collection d'objets mis au jour lors du percement du canal de Suez. Ces témoignages archéologiques datent des époques pharaonique, romaine et islamique. Dans le jardin des stèles, il y a des sphinx sculptés au temps de Ramsès II.
À proximité de la ville se trouve le pont d'El Ferdan qui franchit le canal de Suez. Il est le plus long pont tournant au monde.

## Personnalités connues
Cette ville est notamment connue pour avoir vu naître le chanteur Claude François, l'ingénieur et homme politique égyptien influent Osman Ahmed Osman, le chanteur et compositeur Louis Chedid fils de Andrée Chedid et père de Matthieu Chedid, ainsi que le marchand d'art Fernand Legros et le joueur de football Adel Marzouk ou encore l'écrivaine Yasmine Khlat. Hassan el-Banna, fondateur des Frères musulmans, y était instituteur.

## Sports
L'équipe de football de l'Ismaily Sporting Club, qui évolue au stade d'Ismaïlia, a gagné trois fois le titre dans la Ligue égyptienne (1967, 1991 et 2002) et le championnat d'Afrique en 1969. Sa situation financière n'est pas très stable ce qui ne lui a pas permis de rester constamment au sommet.